# Jacques Poch
Pour les articles homonymes, voir POCH.
Jacques Poch, né le 21 juillet 1912 à Paris et mort le 21 mai 2009 dans la même ville, est un homme d'affaires français essentiellement connu comme étant l'importateur-distributeur officiel en France des marques automobiles Škoda Auto  et Lada. Il a également importé les marques Tatra, Aero Minor, Hansa, Glas, Borgward, Moskvitch, Tavria, et le 4x4 Bertone Freeclimber II.
Ces marques étaient distribuées par le réseau Poch qui comptait 350 concessionnaires et agents en France au sommet de son activité, en 1983. Avec son concurrent direct André Chardonnet, il a été l'un des deux plus grands importateurs privés d'automobiles étrangères en France. C'est aussi un homme des compétitions automobiles, notamment des 24 Heures du Mans et du rallye automobile Monte-Carlo.

## Biographie
Jacques Poch est né le 21 juillet 1912 à Paris 18e, fils de Prosper Poch, industriel, et de Renée Léonard. Il est scolarisé au Lycée Montaigne à Paris, puis aux lycées du Mans et de Marseille. Son père possède alors une scierie à Arnage, où l’enfant se rend pour les vacances. La proximité de l’usine paternelle du circuit du Mans lui donne l’occasion d’assister en 1923 aux premières 24 Heures du Mans. En 1926, son père décède.
À 18 ans en 1930, après avoir obtenu son baccalauréat, il est engagé comme vendeur au garage La Parisienne, l’un des plus anciens concessionnaires de France, qui commercialise les marques Panhard, Talbot, Hotchkiss et Citroën. Idéalement situé à l’angle de la rue de Tilsitt et de l’avenue de la Grande-Armée, le magasin bénéficie d’une magnifique vitrine d’exposition. Quant à l’immeuble, il accueille sur son toit un golf miniature qui attire les élégantes venues en Hispano-Suiza et en Rolls-Royce. Ensuite, on le retrouve successivement chez Laroussé, boulevard Saint-Germain, puis chez Baroen, rue de Courcelles et enfin dans un garage de Neuilly-sur-Seine, tous concessionnaires Citroën. Il se constitue ainsi un portefeuille de clients, qu’il conserve lorsqu’il change d’employeur. Grâce aux contacts pris pendant le Salon de l’automobile, Jacques Poch engrange des adresses de prospects qu’il exploite tout au long de l’année. Hélas, la reprise de Citroën par Michelin en 1934 entraine dans la réorganisation qui va suivre, la création de secteurs géographiques en dehors desquels les concessionnaires ne sont plus autorisés à intervenir. Il se met  à son compte en 1938. Il acquiert un petit garage situé au fond d’une cour au 33, avenue de Neuilly, à Neuilly-sur-Seine. Il fait tourner au maximum son stock de voitures qu’il écoule grâce à son carnet d’adresses, notamment auprès de marchands de province.
En 1940, démobilisé (il sera décoré de la croix de guerre 1939-1945), il retrouve son garage. Durant la guerre, plus de voitures, plus d'essence. Jacques Poch prend la bonne option, il devient concessionnaire des gazogènes Facel. Il transforme alors les quelques voitures restées en stock en utilitaires fonctionnant au gaz de ville, qu’il va louer et organise un réseau qui prouve vite son efficacité. Après la Libération, il acquiert un garage situé 8, rue Fourcroy dans le 17e arrondissement de Paris. Ce garage prend le nom de SIDAM.
Son fils Jean-Jacques naît le 28 mars 1944, à Boulogne-Billancourt.
Après la guerre, les marques automobiles disponibles sont rares. Jacques Poch songe à la Tchécoslovaquie, réputée pour son industrie automobile et motocycle. En 1946, il devient l'importateur en France des automobiles Skoda, Tatra, AéroMinor, et des motos Jawa. Il a droit à 150 exemplaires par an, pas un de plus, seuil fixé par le gouvernement français soucieux de préserver les intérêts de l'industrie nationale et de la Régie Renault naissante. C’est le début du réseau Poch. La société déménage pour s'installer dans des locaux plus grands quelques mètres plus loin, au 127, avenue de Neuilly, à Neuilly-sur-Seine. Au mois de septembre, Jacques Poch expose pour la première fois ses automobiles au Salon de l'automobile de Paris. En 1948, une partie de l'activité de Jacques Poch est bloquée par le quota fixé par le gouvernement français sur l'importation automobile.
En 1949, il s’adonne au second volet de ses passions : la compétition automobile. C’est avec AéroMinor que son dynamisme conduit aux 24 Heures du Mans, les premières après la guerre. Il court sur une Aero Minor Sport 750 et a pour copilote le tchèque Ivan Hodac. En 1950, c’est sa deuxième participation aux 24 Heures du Mans, toujours sur Aero Minor, avec comme copilote Edmond Mouche (de). La casse du roulement avant droit provoque leur abandon. Jacques Poch s'inscrit également au Rallye automobile de Monte-Carlo, où il court sur AéroMinor. En 1951, c’est sa troisième participation aux 24 Heures du Mans, toujours sur Aero Minor, avec comme copilote Maurice Vasselle. Ils abandonnent à la suite d'un problème de joint de culasse. Puis, le duo s'engage sur Hotchkiss au Rallye automobile de Monte-Carlo, dont Maurice Vasselle a justement été vainqueur en 1932 et 1933.

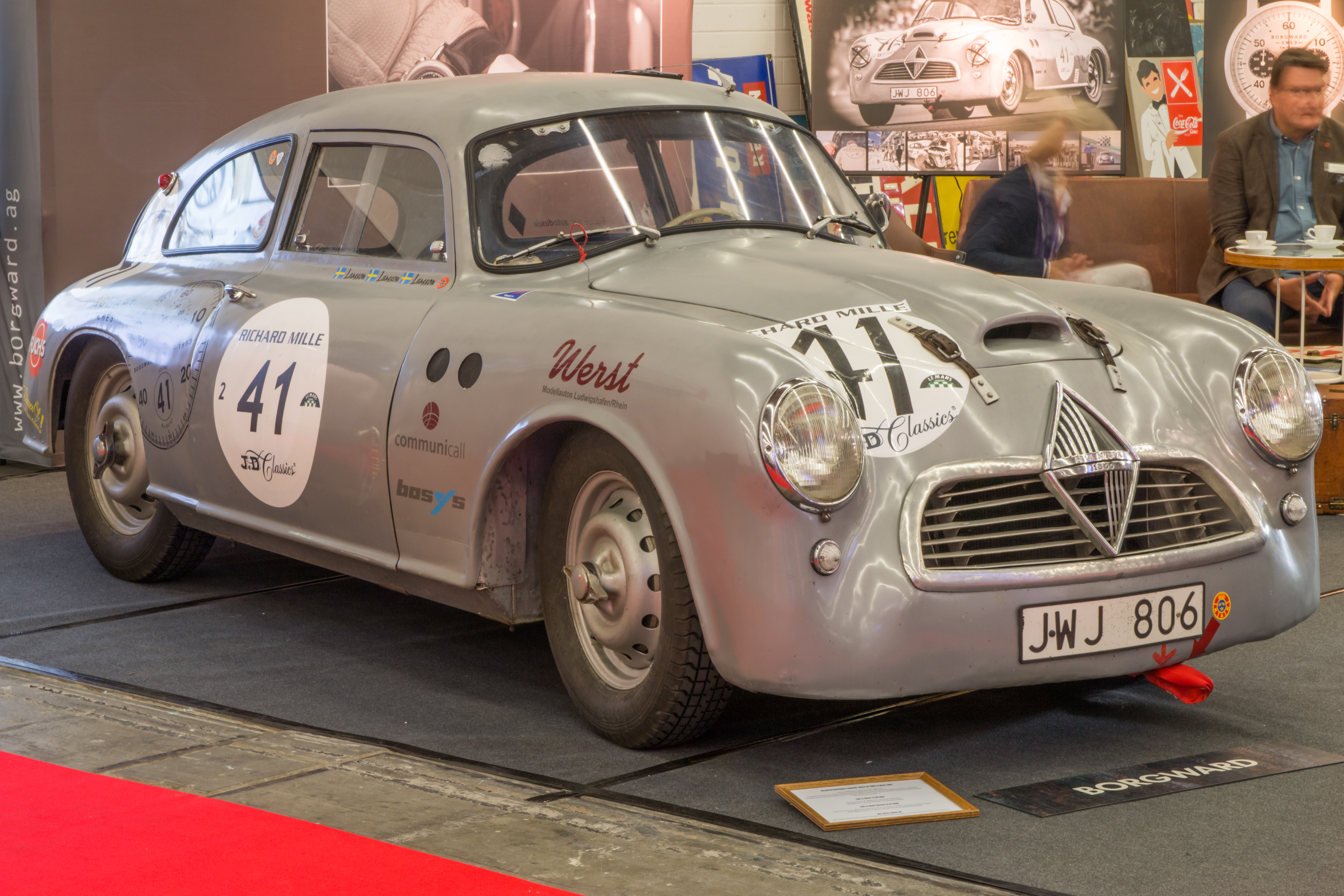
Borgward Hansa 1500 Rennsport Coupé. La voiture conduite par Poch avec le numéro de départ 41 a abandonné au tour de la course du Mans 1953 – le moteur casse à la 24e heure.

En 1952, Jacques Poch obtient la représentation des automobiles allemandes Hansa. Côté compétition, quatrième participation aux 24 Heures du Mans, cette fois-ci sur Constantin-Peugeot 203, avec comme copilote Alexandre Constantin (de). Ils abandonnent à la suite d'une sortie de piste lors de la 13e heure. Ensuite, pour le 22e Rallye automobile de Monte-Carlo, Jacques Poch a compris que pour bien figurer et se faire plaisir, il lui faut une Panhard Dyna X. Associé à Edmond Mouche, il conduit donc une Panhard. Ils arrivent dans les 50 premiers avant le parcours commun, dans des étapes marqués par la neige et la glace, alors que la moitié seulement des concurrents rejoignent Monaco dans les délais. En 1953, c’est lainquième participation aux 24 Heures du Mans, cette fois-ci sur Borgward Hansa 1500 Rennsport Coupé (écurie Borgward GmbH), avec pour copilote Edmond Mouche. Le moteur de leur voiture casse à la 24e heure.
En 1954, la marque de motos Jawa n'existant plus, la relève est prise avec les motos tchèques CZ, qui dominent en Championnats du Monde de Cross 260 cm3. Jacques Poch les importera jusqu'en 1978. En 1955, pour sa sixième participation aux 24 Heures du Mans, maintenant sur Constantin Tank (écurie Alexandre Constantin), il a pour copilote Jacques Savoye. Un problème de transmission à la 4e heure cause leur échec. En 1956, c’est le début de l’importation de la marque allemande Isard-Glas. Jacques Poch les distribuera en exclusivité jusqu'à l'arrêt de leur production en 1966 lors du rachat de cette marque par BMW.
En 1958, l'embargo imposé par le gouvernement français étant enfin levé, Prague peut de nouveau envoyer des voitures en France, par train désormais. Mais AéroMinor a disparu, et Tatra ne construit plus que des voitures pour les apparatchiks des démocraties populaires. Reste Skoda, dont les importations reprennent. En parallèle, après bien des déboires qui le conduisent souvent à l’abandon, Jacques Poch revient aux 24 Heures du Mans sur une Monopole-Panhard X86 équipée d’un moteur de 745 cm3. Avec Guy Dunan-Saultier comme coéquipier, il découvre de nouveau la conduite d’une Panhard, mais qui réagit mal lors des freinages appuyés. L’équipage tombe en panne de batterie. Si le règlement n’autorise pas le remplacement de celle-ci, l’interdiction ne concerne pas les éléments qui la composent : ils les changent tous et repartent. Des quatre voitures engagées, celle de Jacques Poch est la seule à terminer à la 17e place.
En 1959, il commence l’importation de la marque allemande Borgward. En 1961, il distribue la marque française Facel Vega, jusqu'en 1964. Cette année-là, Jacques Poch devient le Président d'honneur de la Chambre syndicale des importateurs automobiles et motocycles, où il siègera jusqu'en 1982.
En 1965, Jacques Poch peut croire au succès avec quasiment 2000 Skoda immatriculées, contre 151 l'année précédente. Il signe alors un contrat de représentation pour toutes les marques soviétiques actuelles et futures, en commençant dès octobre par les Moskvitch russes.
Les deux premières Moskvitch 408 arrivent à Paris quelques jours à peine avant le Salon de l'Automobile. Bien que flambant neuves, elles sont rouillées et mal finies ; on les rafistole comme on peut pour les présenter au public. La presse ayant largement diffusé la nouvelle, il y a foule autour du stand de l'importateur. Leur lancement est un succès, et le Général de Gaulle n'y a pas peu contribué. En effet, le Président de la République, qui entretient de bonnes relations avec l'URSS, se fait photographier sur le stand Moskvitch aux côtés de Jacques Poch et de son fils Jean-Jacques. La photo fait la Une de France-Soir.
À partir du 1er janvier 1972, Poch quitte Neuilly et s'installe dans de plus vastes locaux de la périphérie parisienne, au 5, rue Jean-Jaurès à Bezons. À partir du printemps 1973, il commence à importer la marque russe Lada, sur le marché automobile français, dont il devient rapidement le premier importateur mondial,.
En 1978, lors du 40e anniversaire de la société, est inauguré le nouveau siège social, au 10, boulevard des Martyrs-de-Chateaubriant à Argenteuil, sur un terrain de 10 000 m2, avec son centre de stockage de pièces de rechange. Ce siège accueille aussi un centre de formation après-vente (atelier pilote, salle de cours, centre de contrôle). En 1980, les établissements Poch se transforment en une société holding, la Société financière de participation Poch (S.F.P.P.). L'automobile reste toujours l’activité principale, mais le moment de la diversification est venu. Il s'investit dans l'édition au travers de "VSD Partenaires", dans le prêt-à-porter avec les marques "Marcelle Griffon" et "Anne Surfer", dans l'immobilier, par l'acquisition d'immeubles commerciaux ou de bureaux et, enfin, dans le secteur vinicole par une prise de participation dans la S.G.V.B. - Domaine Prieur, propriétaires d'appellations les plus réputées de Bourgogne.
Cette année 1980 marque un tournant : c'est avec la deuxième édition du Paris-Dakar de Thierry Sabine que les Lada accèdent à la gloire. Le petit 4x4 russe y fait des prodiges, et l'image de marque de Lada en France est désormais associée à cette compétition.
En 1983, au plus fort de son activité, le réseau Poch compte 350 concessionnaires et agents en France. Pour la première fois, Poch S.A. organise les "Nivalp Lada", où les propriétaires de Lada 4x4 Niva se retrouvent au début de l'été pour une compétition sans enjeu, amicale et culturelle. La "Nivalp" est une traversée découverte des Alpes de 2000 km, rassemblant pour quinze jours une cinquantaine de voitures. Huit éditions successives sont organisées jusqu'en 1991.
Toujours en 1983, Coluche et son ami Erick Courly, ancien champion de France de vitesse moto devenu journaliste, décident de se lancer dans le stock-car. Le choix de leur voiture se porte naturellement sur une Lada, une "marque à toute épreuve" comme le dit le slogan publicitaire de l'époque, et qui sied particulièrement bien à ce genre de traitement. Leur véhicule est peint en rose, la couleur préférée de Coluche et celle de sa société de production "Radis Rose Productions". La réalisation est confiée à l'équipe technique d'Auto Export, distributeur Lada-Réseau Poch à Malakoff, sous le contrôle et les plans d'un ingénieur de Poch S.A. Celui-ci se base tout d'abord sur la Lada 1600 (type VAZ 2106) qui se voit discrètement mais sérieusement préparée pour l'occasion. Elle développe en effet 140 ch et un ensemble de renforts est directement intégré dans sa carrosserie, si bien que les autres concurrents ne se rendent pas toujours compte de la résistance du véhicule. L'important pour Poch S.A. étant que Coluche soit en bon état à la fin de la journée, c'était l'une des priorités. Les voitures étaient tubées sur toute leur longueur. En 1984, pour la suite de l'aventure en stock-car avec Coluche, Poch S.A. se base sur la récente Lada 2107. Ingénieurs et mécaniciens passent une grande partie de leurs week-ends à travailler avec toute l'équipe d'Auto-Export. La belle aventure dure pendant trois manches du championnat de France avant que Coluche ne disparaisse, le 19 juin 1986.
En 1986, Jacques Poch cède la présidence de la Direction générale de Poch S.A. à son fils Jean-Jacques Poch. À partir de 1988, l'AS Monaco, l'équipe de football de la Principauté, porte les couleurs de Lada et du réseau Poch. Ce partenariat durera jusqu'en 1991. En janvier 1991, début de l’importation des Moskvitch Aleko russes et Zaz Tavria ukrainiennes. Cette année-là, l’ensemble de ses sociétés représentent 750 collaborateurs et un chiffre d'affaires global de 1,2 milliard de francs. Son réseau est représenté par 300 points de vente répartis sur toute la France. L'activité automobile représente 70 % du chiffre d'affaires global du groupe.
À partir du 1er octobre 1992, la société Poch importe la marque japonaise Daihatsu (modèles Charade, Applause, Ferroza). En novembre, Poch succède à son éternel concurrent André Chardonnet, qui vient d'être mis en faillite, pour l’importation du 4x4 Bertone Freeclimber, désormais restylé et renommé Bertone Freeclilber II. En décembre 1992, c'est la perte de l'importation-distribution de la marque Skoda, rachetée par le groupe Volkswagen, après 46 ans de collaboration entre la société Poch et l'entreprise tchèque.
En 1993, Lada-Avtovaz rachète des actifs de la société Poch, afin de créer le holding Lada International. Ces voitures sont désormais distribuées par Lada France, filiale directe de la marque soviétique. Jacques Poch ayant cédé la direction de Poch S.A. à son fils Jean-Jacques en 1986, celui-ci tente de faire survivre l'entreprise avec l'importation-distribution de la marque japonaise Daihatsu, les Tavria, Aleko et le Bertone Freeclimber II. Seulement, pour observer l'accord Bruxelles-Tokyo, le groupe japonais Daihatsu n'a pu livrer qu'un millier de voitures sur les 2000 prévues, ce qui stoppe le développement en France de cette marque par le réseau Poch. Jean-Jacques Poch cède alors l'importation/distribution de cette marque au groupe Inchcape et, dans le même temps, cesse l'importation des Tavira et Aleko qui ne rencontrent aucun succès en France (vendues respectivement à 1606 et 769 exemplaires au total) et qui sont quoi qu'il en soit condamnées par les nouvelles normes anti-pollution en vigueur. En novembre 1993, le réseau Poch disparaît, après 47 années de présence sur le marché automobile français. La famille Poch poursuit alors ses activités dans les nombreux domaines vers lesquels elle s'était diversifiée ces dernières années (textile, immobilier, etc).
Jacques Poch meurt le 21 mai 2009, à Neuilly-sur-Seine.

## Centre de préparation des véhicules (SEPMA)
La SEPMA (Stockage et Préparation de Matériels Automobiles), est établie à Haguenau, Bas-Rhin, en 1972. Le choix du site est justifié par la proximité de la frontière franco-allemande et les facilités d'accès ferroviaires de l'Est qui en résultent. Les voitures arrivent directement au centre par voie ferrée grâce à un embranchement privé. À leur arrivée, elles sont identifiées, prises en charge par ordinateur, dédouanées, déparaffinées, vérifiées dans les ateliers de mécanique, et mises aux normes françaises (ampoules de phares jaunes, ceintures de sécurité arrière, plaque d'importateur). En effet, après 3 semaines de voyage en train dans des conditions climatiques et/ou géopolitiques difficiles, les voitures doivent subir des retouches cosmétiques, et le montage aléatoire dans les usines de fabrication des Pays de l'Est imposent de faire une vérification mécanique complète des voitures avant de pouvoir les livrer aux clients français. C'est aussi là que Poch S.A. appose les kits carrosseries et effectue les diverses améliorations esthétiques des versions spécifiques à la France (nombreuses versions de Lada 4x4 Niva et Samara, Tavria XL, Aleko SL) qu'il ajoute à son catalogue. Elles sont ensuite expédiées quotidiennement par la route vers les concessions et agences du réseau Poch. Environ 15 heures de travail est nécessaire sur chaque voiture. Un tunnel de peinture est installé en 1985 tant les retouches de carrosserie nécessaires sur les autos étaient nombreuses.

## Exemples de modèles spécifiques pour la France
- Lada Niva : versions Randonnée, Grand Large (trois versions différentes), GPL, Plein soleil / Plein soleil deux tons (carrosserie bicolore dont une teinte métallisée), Saint-Tropez (deux versions différentes), Europe 1.
- Lada Samara : versions African Replica, 1100 GL/1300 GLS/1500 GLX, S, 1300 GL, 1300 GL Occitanie, Entreprise (version utilitaire à deux places assises et à TVA récupérable pour les professionnels).
- Lada Sagona GLX
- Aleko SL[13].
- Tavria XL[13].